# 福岡伸一
福岡 伸一（ふくおか しんいち、1959年9月29日 - ）は、日本の生物学者。青山学院大学教授。ロックフェラー大学客員教授。専攻は分子生物学。農学博士（京都大学、1987年）。日本の東京都出身。

## 略歴
- 1972年3月 松戸市立相模台小学校卒業
- 1978年3月 千葉市立千葉高等学校卒業
- 1982年3月 京都大学農学部食品工学科卒業
- 1987年3月 京都大学大学院農学研究科食品工学専攻博士後期課程修了
- 1988年7月 ロックフェラー大学ポストドクトラル・フェロー（分子細胞生物学研究室　1989年2月まで）
- 1989年3月 ハーバード大学医学部ポストドクトラル・フェロー（1991年7月まで）
- 1991年8月 京都大学食糧科学研究所講師
- 1994年4月 京都大学食糧科学研究所助教授
- 2001年4月 京都大学大学院農学研究科助教授
- 2004年4月 青山学院大学理工学部化学・生命科学科教授
- 2011年4月 青山学院大学総合文化政策学部教授[1]

2021年4月から2022年3月まで朝日新聞朝刊教育面で連載小説「福岡伸一の新・ドリトル先生物語 ドリトル先生ガラパゴスを救う」を担当。
- 2025年日本国際博覧会（大阪・関西万博）に福岡伸一シグネチャーパビリオン「いのち動的平衡館」がオープン

## 活動
- 狂牛病問題などで新聞・雑誌に頻繁に登場している。雑誌の随筆や新聞の文化面、読書面の常連筆者でもある[3]。
- 有限責任中間法人ロハスクラブ理事も務めている。
- 一般に向けた科学書の翻訳・執筆を行っている。2007年の「生物と無生物のあいだ」は65万部を超えるベストセラーとなった[3]。
- 美術ではヨハネス・フェルメールの熱心なファン。現存画は必ず所蔵されている場で鑑賞することをポリシーとしており[4]、著書の発表や絵画展の企画にも携わっている。

## 主張・科学的主流論批判・批判

### プリオンについて
コッホの三原則を満たしていないなどの理由から、現在の世の中では主流となっているBSEのプリオン原因説に懐疑論を投げかけている。著書『プリオン説はほんとうか？』ではBSEのウイルス原因説を提示した。
ノーベル賞を受賞したプルシナーによる「狂牛病対策など公衆衛生にも、重大な影響を持ち、科学的真実として受け入れられている」プリオン説を否定し、2005年に米国産牛肉の輸入再開を批判している。

### 進化論について
チャールズ・ダーウィンの進化論に対して、完全ではないという考えを持っている。『文學界』2008年8月号で、川上未映子との対談において、進化を説明するための一つの説としてジャン＝バティスト・ラマルクの用不用説を持ち出している。

#### 「動的平衡」頻用への批判
幹細胞生物学者の八代嘉美は、定義や根拠が不明瞭な「動的平衡」という聞こえのいいワンフレーズによって、福岡が盛んに様々な現象を捉えようとしていることを科学者として批判している。

## 受賞歴
- 1987年 朝日学術奨励金[7]
- 2006年
  - 第1回科学ジャーナリスト賞
  - 『プリオン説はほんとうか？』で講談社出版文化賞科学出版賞
- 2007年 『生物と無生物のあいだ』で第29回サントリー学芸賞＜社会・風俗部門＞[8]
- 2008年 『生物と無生物のあいだ』で第1回新書大賞[注 1]

## 著書

### 単著
- 『もう牛を食べても安心か』文春新書 2004
- 『プリオン説はほんとうか? タンパク質病原体説をめぐるミステリー』講談社・ブルーバックス 2005
- 『ロハスの思考』木楽舎・ソトコト新書 2006
- 『生物と無生物のあいだ』講談社現代新書 2007
- 『生命と食』岩波ブックレット 2008
- 『できそこないの男たち』光文社新書 2008
- 『動的平衡　生命はなぜそこに宿るのか』木楽舎 2009、小学館新書 2017
- 『世界は分けてもわからない』講談社現代新書 2009
- 『ルリボシカミキリの青』文藝春秋 2010、のち文庫（副題「福岡ハカセができるまで」）
- 『フェルメール 光の王国』木楽舎 2011
- 『動的平衡 2 生命は自由になれるのか』木楽舎 2011.12、小学館新書 2018
- 『福岡ハカセの本棚』メディアファクトリー新書 2012.12
- 『遺伝子はダメなあなたを愛してる』朝日新聞出版 2012 のち文庫
- 『せいめいのはなし』新潮社、2012 のち文庫
- 『生命と記憶のパラドクス 福岡ハカセ、66の小さな発見』文藝春秋 2012.9 のち文庫
- 『やわらかな生命』文藝春秋 2013、のち文庫（副題「福岡ハカセの芸術と科学をつなぐ旅」）
- 『生命の逆襲』朝日新聞出版 2013.4
- 『動的平衡ダイアローグ 世界観のパラダイムシフト』木楽舎 2014.2
- 『芸術と科学のあいだ』木楽舎 2015.11
- 『変わらないために変わり続ける マンハッタンで見つけた科学と芸術』文藝春秋 2015.4、のち文庫
- 『生命科学の静かなる革命』集英社インターナショナル新書 2017.1
- 『動的平衡 3 チャンスは準備された心にのみ降り立つ』木楽舎 2017.12、小学館新書 2023
- 『ナチュラリスト 生命を愛でる人』新潮社 2018.11、新潮文庫 2022
- 『ツチハンミョウのギャンブル』文藝春秋 2018.6、文春文庫 2021
- 『わたしのすきなもの』婦人之友社 2019.2
- 『フェルメール 隠された次元』翼の王国books・木楽舎 2019.2
- 『最後の講義 完全版 どうして生命にそんなに価値があるのか』主婦の友社 2020.3
- 『迷走生活の方法』文藝春秋 2021.3
- 『生命海流』朝日出版社 2021.6
- 『ゆく川の流れは、動的平衡』朝日新聞出版 2022.3
- 『新ドリトル先生物語　ドリトル先生ガラパゴスを救う』朝日新聞出版 2022.7

### 共著
- 『生物が生物である理由 分子生物学』太田光、田中裕二共著、講談社 2008（爆笑問題のニッポンの教養）
- 『生物多様性100問』盛山正仁 編、木楽舎 2010
- 『エッジエフェクト 界面作用　福岡伸一対談集』朝日新聞出版 2010
- 『安全と危険のメカニズム』重野純、柳原敏夫共著、新曜社 2011.3
- 『センス・オブ・ワンダーを探して 生命のささやきに耳を澄ます』阿川佐和子共著、大和書房 2011、だいわ文庫 2017
- 『深読みフェルメール』朽木ゆり子共著 朝日新書 2012.7
- 『福岡伸一、西田哲学を読む 生命をめぐる思索の旅 動的平衡と絶対矛盾的自己同一』池田善昭共著 明石書店 2017、小学館新書 2020
- 『ちっちゃな科学 好奇心がおおきくなる読書&教育論』かこさとし共著 中公新書ラクレ 2016.4
- 『生命を究める スタディサプリ三賢人の学問探究ノート 今を生きる学問の最前線読本』篠田謙一、柴田正良共著、ポプラ社 2020.3
- 『音楽と生命』坂本龍一共著 集英社 2023.3 - 坂本の遺著となった

### 翻訳
- A.キンブレル『ヒューマンボディショップ 臓器売買と生命操作の裏側』化学同人 1995.7
- H.コリンズ,T.ピンチ『七つの科学事件ファイル 科学論争の顛末』化学同人 1997.2
- キャリー・マリス『マリス博士の奇想天外な人生』早川書房、2000 のちハヤカワ文庫
- リチャード・ドーキンス『虹の解体　いかにして科学は驚異への扉を開いたか』早川書房 2001
- Trudy McKee,James R.McKee『マッキー生化学 分子から解き明かす生命』市川厚監修 監訳 化学同人 2003.10
- スティーヴ・ジョーンズ『Yの真実 危うい男たちの進化論』岸本紀子共訳 化学同人 2004.8
- ワンガリ・マータイ『モッタイナイで地球は緑になる』木楽舎 2005.6
- テオドル・ベスター『築地』和波雅子共訳 木楽舎 2007.1
- ライアル・ワトソン『エレファントム 象はなぜ遠い記憶を語るのか』高橋紀子共訳 木楽舎 2009.6
- ライアル・ワトソン『思考する豚』木楽舎 2009.11
- A.キンブレル『すばらしい人間部品産業』講談社 2011.4
- ジェイソン・チン『ガラパゴス』講談社 2013.6
- ヒュー・ロフティング『ドリトル先生航海記』新潮社 2014、新潮文庫 2019.7
- アンドリュー・キンブレル『生命に部分はない』講談社現代新書 2017.6
- エマ・ドッズ ぶん, マーク・アスピナール え『アニマルズ 生きもののおどろき120』ポプラ社 2018.3
- サビーナ・ラデヴァ 作・絵『ダーウィンの「種の起源」 はじめての進化論』岩波書店 2019.4

## 出演

### テレビ
- スタジオパークからこんにちは（2010年5月17日、NHK総合）ゲスト出演。
- 歌うコンシェルジュ（2011年1月24日、NHK総合）ゲスト出演。
- カズオ・イシグロを探して（2011年4月17日、NHK教育）
- ワイルドライフ 第119回（2013年1月1日、BSプレミアム）
- SWITCHインタビュー 達人達「坂本龍一×福岡伸一」（2017年、NHK Eテレ）[9]
- いのちドラマチック (NHK-BS) レギュラー出演。
- NHKアカデミア「福岡伸一 生物学者 生きるヒントが、ここに。」（2023年1月24日、NHK Eテレ）[10]
- 100分de名著（2024年10月「ロフティング“ドリトル先生航海記”」）
- 「太陽の塔 消えた顔を追え　万博“未解決の謎”に迫る異色のミステリードキュメント」(2025年5月3日、NHK)

### ラジオ
- 上柳昌彦・山瀬まみ ごごばん!フライデースペシャル（2012年1月13日、ニッポン放送）ゲスト出演。
- ANA WORLD AIR CURRENT（2013年2月16日、J-WAVE）ゲスト出演。
- 中嶋朋子 ふんわりの時間（2011年3月20日・27日、2012年6月17日・24日、2016年3月13日・20日、TOKYO FM）ゲスト出演。

### CM
- 日本エイサー「AS1410シリーズ」